# جان ووفورد
جان ووفورد (انگلیسی: John Wofford; ۱۱ آوریل ۱۹۳۱ – ۲۲ اوت ۲۰۲۱) ورزشکار سوارکاری اهل ایالات متحده آمریکا بود.
وی در مسابقات کشوری و بین‌المللی در مجموع برندهٔ ۱ مدال برنز شده‌است.